# Constant Lestienne
Constant Lestienne (Parijs, 23 mei 1992) is een Fransse rechtshandige tennisser die in 2012 professional werd. Hij won één challenger in het dubbelspel.

## Palmares
| Legenda                       | Legenda               |
| ----------------------------- | --------------------- |
| Grand Slam                    |                       |
| Olympische Spelen             |                       |
| tot 2009                      | vanaf 2009            |
| Tennis Masters Cup            | ATP Finals            |
| ATP Masters Series            | ATP Tour Masters 1000 |
| ATP International Series Gold | ATP Tour 500          |
| ATP International Series      | ATP Tour 250          |

### Dubbelspel
| Nr.              | Datum            | Toernooi | Ondergrond | Partner                 | Tegenstanders in finale     | Score               | Details |
| ---------------- | ---------------- | -------- | ---------- | ----------------------- | --------------------------- | ------------------- | ------- |
| Verloren finales |                  |          |            |                         |                             |                     |         |
| 1.               | 25 februari 2023 | ATP Doha | Hardcourt  | Botic van de Zandschulp | Rohan Bopanna Matthew Ebden | 7–6(5), 4–6, [6–10] | Details |

## Prestatietabel
| Legenda | Legenda                          |
| ------- | -------------------------------- |
| g.t.    | geen toernooi gehouden           |
| l.c.    | lagere categorie                 |
| –       | niet deelgenomen                 |
| G       | uitgeschakeld in de groepsfase   |
| 1R      | uitgeschakeld in de eerste ronde |
| 2R      | uitgeschakeld in de tweede ronde |
| 3R      | uitgeschakeld in de derde ronde  |
| 4R      | uitgeschakeld in de vierde ronde |
| KF      | uitgeschakeld in de kwartfinale  |
| HF      | uitgeschakeld in de halve finale |
| F       | de finale verloren               |
| W       | het toernooi gewonnen            |
| w-v     | winst/verlies-balans             |

### Enkelspel
| Grandslamtoernooien  |      |      |      |      |     |      |      |
| Australian Open      | –    | –    | –    | –    | –   | –    | 2R   |
| Roland Garros        | –    | –    | –    | –    | –   | –    | 1R   |
| Wimbledon            | –    | –    | –    | g.t. | –   | –    | 1R   |
| US Open              | –    | –    | –    | –    | –   | –    | 1R   |
| Olympische Spelen    |      |      |      |      |     |      |      |
| Olympische Spelen    | g.t. | g.t. | g.t. | g.t. | –   | g.t. | g.t. |
| Statistieken         |      |      |      |      |     |      |      |
| Totaal aantal titels | 0    | 0    | 0    | 0    | 0   | 0    | 0    |
| Eindejaarsranking    | 316  | 151  | 204  | 225  | 228 | 65   |      |

### Dubbelspel
| Grandslamtoernooien  |      |      |      |      |   |      |      |
| Australian Open      | –    | –    | –    | –    | – | –    | 1R   |
| Roland Garros        | 2R   | 1R   | –    | –    | – | 1R   | –    |
| Wimbledon            | –    | –    | –    | g.t. | – | –    | 1R   |
| US Open              | –    | –    | –    | –    | – | –    | –    |
| Olympische Spelen    |      |      |      |      |   |      |      |
| Olympische Spelen    | g.t. | g.t. | g.t. | g.t. | – | g.t. | g.t. |
| Statistieken         |      |      |      |      |   |      |      |
| Totaal aantal titels | 0    | 0    | 0    | 0    | 0 | 0    | 0    |
| Eindejaarsranking    | 373  | 428  | -    | -    | - | 651  |      |